# 埃爾季利
51°50′N 40°48′E / 51.833°N 40.800°E
埃爾季利（俄语：Эрти́ль）是俄羅斯沃羅涅日州東北部的一個城市，位於州首府沃羅涅日以東112公里，埃爾季利河畔。2002年人口12,885人。
1897年建立，1963年設市。